# Nyctosyles
Nyctosyles is een geslacht van kevers uit de familie van de loopkevers (Carabidae). De wetenschappelijke naam van het geslacht is voor het eerst geldig gepubliceerd in 1866 door Putzeys.

## Soorten
Het geslacht Nyctosyles omvat de volgende soorten:
- Nyctosyles laticollis Putzeys, 1866
- Nyctosyles planicollis (Reiche, 1842)
- Nyctosyles quadraticollis (Reiche, 1842)